# Masaharu Take
Pour les articles homonymes, voir Take.
Masaharu Take (武正晴, Take Masaharu), né dans la préfecture d'Aichi (Japon) en 1967, est un réalisateur japonais.

## Biographie
Masaharu Take est né en 1967 dans la préfecture d'Aichi. Il fait ses débuts en tant que réalisateur en 2006 avec Boy Meets Pusan. Son film 100 Yen Love (百円の恋, Hyakuen no koi), sorti en 2014, est sélectionné comme entrée japonaise pour l'Oscar du meilleur film en langue étrangère à la 88e cérémonie des Oscars.

## Filmographie partielle

### Au cinéma
- 2006 : Boy Meets Pusan (ボーイ・ミーツ・プサン, Bōi mītsu Pusan?)
- 2008 : Kafe daikanyama: Sweet Boys (カフェ代官山〜Sweet Boys〜, Kafe daikanyama: Suwīto bōizu?)
- 2008 : Kafe daikanyama II: Yume no tsuzuki (カフェ代官山II 〜夢の続き〜?)
- 2009 : Hanamuko wa 18 sai (花婿は18歳?)
- 2009 : Cafe Seoul (カフェ・ソウル, Kafe Souru?)
- 2012 : Eden (エデン (映画), Eden (eiga)?)
- 2013 : Mongolian Baseball (モンゴル野球青春記, Mongoru yakyū seishunki?)
- 2014 : In the Hero (イン・ザ・ヒーロー, In za hīrō?)
- 2014 : 100 Yen Love (百円の恋, Hyakuen no koi?)
- 2017 : The Ringside Story (リングサイド・ストーリー, Ringusaido sutōrī?)
- 2018 : Uso happyaku (嘘八百?)
- 2018 : The Gun (銃, Jū?)
- 2020 : Uso happyaku: Kyōmachi rowaiyaru (嘘八百　京町ロワイヤル?)
- 2020 : Hotel Royal (ホテルローヤル, Hoteru rōyaru?)
- 2020 : Jū 2020 (銃２０２０?)
- 2020 : Underdog (アンダードッグ, Andā doggu?)
- 2023 : Uso happyaku: Naniwa yume no jin (嘘八百 なにわ夢の陣?)

### À la télévision
- 2019 : The Naked Director (全裸監督, Zenra kantoku?) (série TV)
- 2024 : Like a Dragon: Yakuza (série TV)

## Distinctions

### Récompenses
- 2015 : prix du meilleur film et prix du meilleur réalisateur pour 100 Yen Love aux Japanese Professional Movie Awards[2]

### Nominations
- 2016 : prix du meilleur film et du meilleur réalisateur pour 100 Yen Love aux Japan Academy Prize[3]